# Volker Ullrich
Pour les articles homonymes, voir Ullrich.
Volker Ullrich (né le 20 décembre 1943 à Celle en Basse-Saxe) est un historien et journaliste allemand.

## Biographie
Il est titulaire d'un doctorat en littérature et philosophie de l'université de Hambourg, obtenu sous la direction du professeur Fritz Fischer. Il est depuis 1990, le directeur de la rubrique livre politique dans le très réputé hebdomadaire allemand  « Die Zeit ». Il a publié en plus d'innombrables articles dans Die Zeit, et plusieurs livres touchant à l'histoire publique contemporaine.
En écrivant l'article  « Hitlers willige Mordgesellen » (en français : les complices volontaires d'Hitler), le 12 avril 1996, il ouvre un nouveau débat entre historiens communément appelé « Goldhagen-Debatte ».
Il a reçu, le 16 décembre 2008, un doctorat honoris causa de philosophie à l'université d'Iéna.

## Œuvre
- (de) Volker Ullrich, Otto von Bismarck, Reinbek bei Hamburg, Rowohlt, 1998, 158 p. (ISBN 3-499-50602-5)
- (de) Volker Ullrich et Raymond Aubert (trad. Claudia Preuschoft), In Pantoffeln durch den Terror : das Revolutionstagebuch des Pariser Bürgers Célestin Guittard [« En pantoufles sous la terreur »], Frankfurt, M., Eichborn Verlag, décembre 2009 (ISBN 978-3-8218-6222-4)
- (de) Volker Ullrich, Die nervöse Großmacht : Aufstieg und Untergang des deutschen Kaiserreichs 1871–1918, Francfort, Fischer Taschenbuch 17240, 2007, 752 p. (ISBN 978-3-596-17240-5)
- Der Kreisauer Kreis, Reinbek, 2008,  (ISBN 3-499-50701-3).
- Napoleon. Eine Biografie, Reinbek, 2004,  (ISBN 3-498-06882-2).
- Volker Ullrich, Adolf Hitler, une biographie, tome I : L'ascension, 1889-1939, Gallimard, 2017 ((de) Adolf Hitler. Die Jahre des Aufstiegs 1889–1939. Biographie, Band 1., S. Fischer, 2013), trad. Olivier Mannoni
  - Les deux volumes sont parus sous coffret chez Gallimard en 2017.
- 8 jours en mai : L'effondrement du IIIe Reich, Passés composés, 2023.